# Q̊
Cette page contient des caractères spéciaux ou non latins. S’ils s’affichent mal (▯, ?, etc.), consultez la page d’aide Unicode.
Q̊ (minuscule : q̊) appelé Q rond en chef, est une lettre latine utilisée dans l’écriture du yazgoulami. Sa majuscule ‹ Q̊ › (ou simplement ‹ Q ›) est utilisée comme symbole de la perfusion pulmonaire dans les rapports ventilation-perfusion V̊A/Q̊ (ou V/Q) en physiologie respiratoire.

## Représentations informatiques
Le q rond en chef peut être représenté avec les caractères Unicode suivants :
| Formes    | Représentations | Chaînes de caractères | Points de code | Descriptions                                       |
| --------- | --------------- | --------------------- | -------------- | -------------------------------------------------- |
| majuscule | Q̊               | Q◌̊                    | U+0051 U+030A  | lettre majuscule latine q diacritique rond en chef |
| minuscule | q̊               | q◌̊                    | U+0071 U+030A  | lettre minuscule latine q diacritique rond en chef |